# Gunnam-myeon, Yeonggwang-gun
Gunnam-myeon (koreanska: 군남면) är en socken i kommunen Yeonggwang-gun i provinsen Södra Jeolla i den sydvästra delen av Sydkorea, 260 km söder om huvudstaden Seoul. 